# Fernand Paradis
Pour les articles homonymes, voir Paradis (homonymie).
Fernand Paradis, né en 1932 et mort le 12 septembre 2022 à Québec, est un éducateur, administrateur et philanthrope de la ville de Québec.  Il est l'instigateur de la semaine de relâche au Québec.

## Contribution
Lorsqu'il était directeur général de la Commission des écoles catholiques de Québec, il avait mené une étude sur le taux d'absentéisme des élèves ainsi que celui du personnel enseignant. Le résultat indiquait un sommet à la fin de février et au début de novembre.
Lors d'un voyage d'études en France, il constate qu'il y existe un congé printanier et un autre congé au début de novembre. En 1976, il soumet l'idée d'un congé printanier à sa commission scolaire. Les syndicats, qui se sont fait tirer l'oreille quelque temps, finissent par accepter l'idée trois ans plus tard. Fernand Paradis trouvait important d'avoir l'appui des syndicats pour cette mesure afin de devancer le début des classes d'une semaine pour conserver 180 jours de classe et 200 jours de travail pour les professeurs.  La loi sur l'Instruction publique stipulait à l'époque que les classes devaient débuter le lendemain de la Fête du travail.
C'est donc grâce à lui que des milliers d'élèves québécois peuvent bénéficier d'une semaine de relâche au début mars.
Fernand Paradis meurt le 12 septembre 2022 au Centre hospitalier de l'Université Laval de Québec à l'âge de 89 ans. Il est inhumé au cimetière Saint-Charles à Québec le 15 octobre 2022.

## Carrière
Fernand Paradis a consacré toute sa carrière à l'éducation :
- Enseignant de 1952 à 1960
- Directeur d'école de 1960 à 1964
- Directeur des services éducatifs au primaire de 1967 à 1975
- Directeur général de la Commission des écoles catholiques de Québec de 1975 à 1983
- Directeur général de la Fédération des commissions scolaires du Québec de 1983 à 1996
- Chargé de cours pour l'Université de Sherbrooke de 1993 à 2002

Il a également à son actif plusieurs réalisations significatives dans le domaine de l'enseignement : 
- Mise en place des maternelles "4 ans"
- Implantation d'un système de gestion participative avec les directeurs d'écoles
- Instauration d'un modèle de gestion financière
- Promotion des échanges d'enseignants entre la France et le Québec
- "Inventeur" de la semaine de relâche au Québec

## Implication bénévole
- Président du conseil d'administration de la Fondation communautaire du grand Québec[3]
- Membre du Comité des sages (loi 40 sur la restructuration scolaire, 1983-1984)[4]
- Participant actif aux travaux de la revalorisation de la condition féminine
- Président de la Table régionale des directeurs généraux des régions de Québec et de Chaudière-Appalaches
- Président de l'Association canadienne de l'éducation
- Membre du Conseil du patronat du Québec
- Membre du Comité catholique du Conseil supérieur de l'éducation